# Religió a Palmira

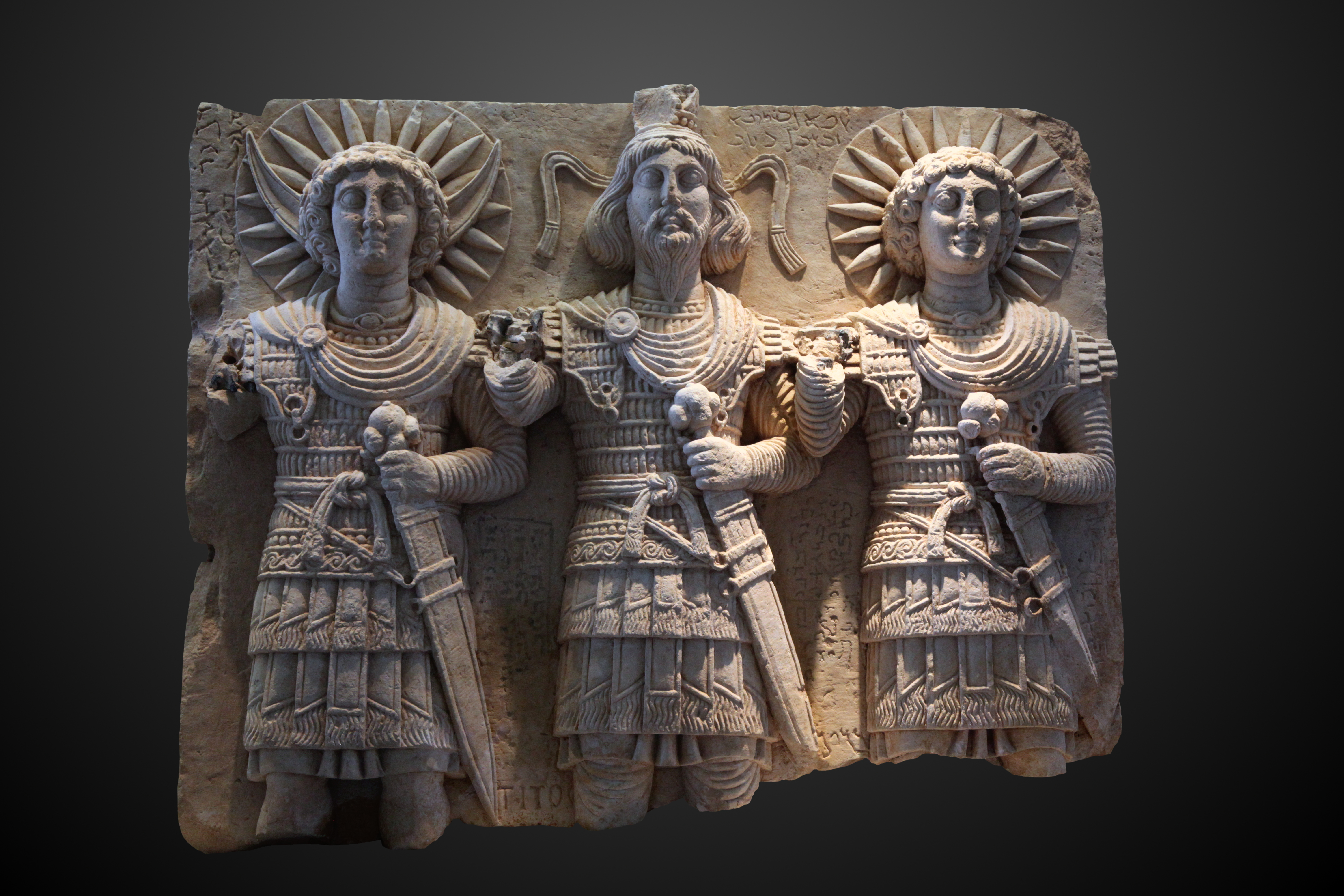
Relleu de tres déus principals de Palmira d'aparença humana, Baalshamin (centre), Aglibol (esquerra) i Malakbel (dreta).

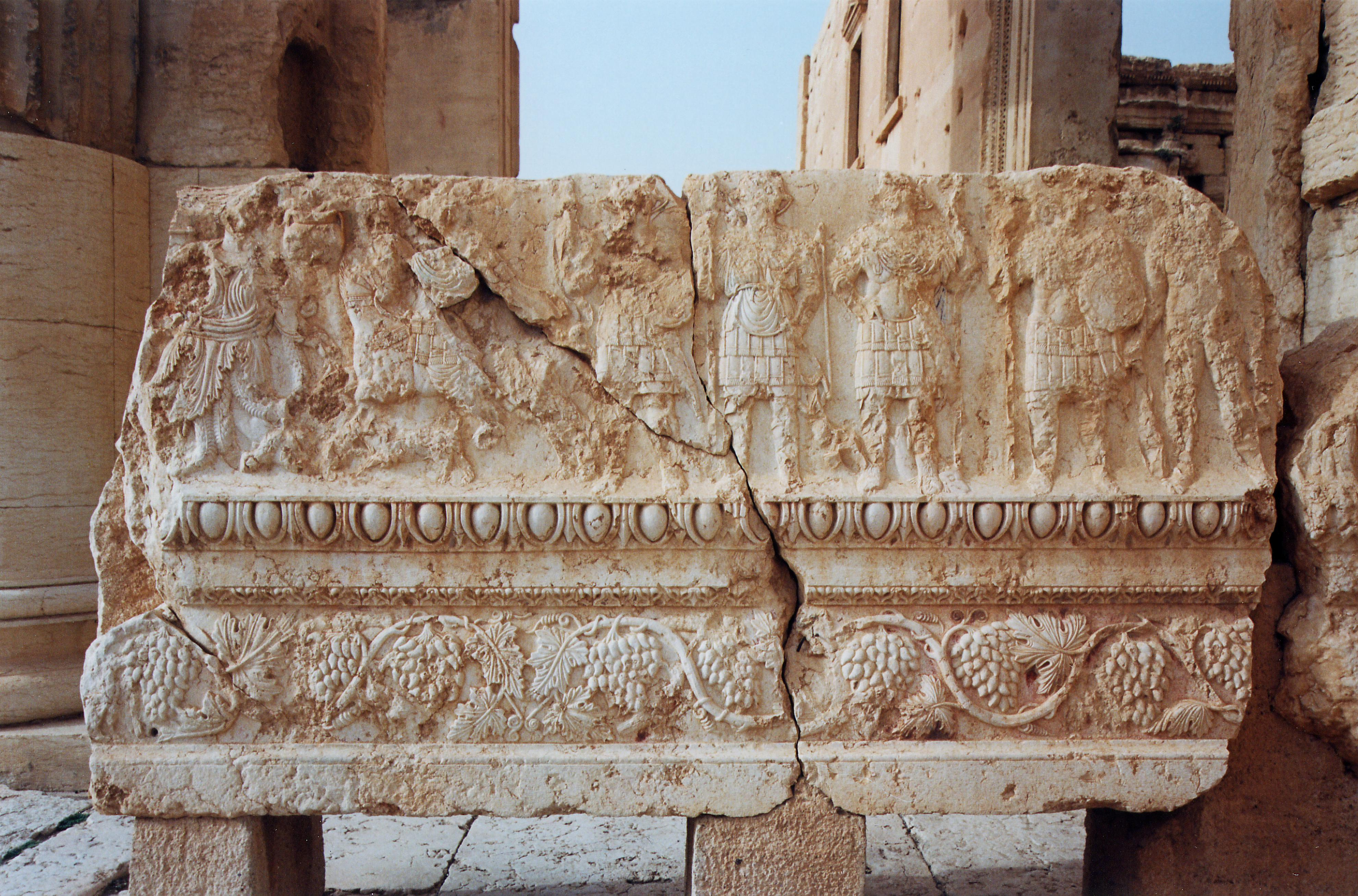
Relleu en el temple de Bel que representa als déus de la guerra dels palmiranos.

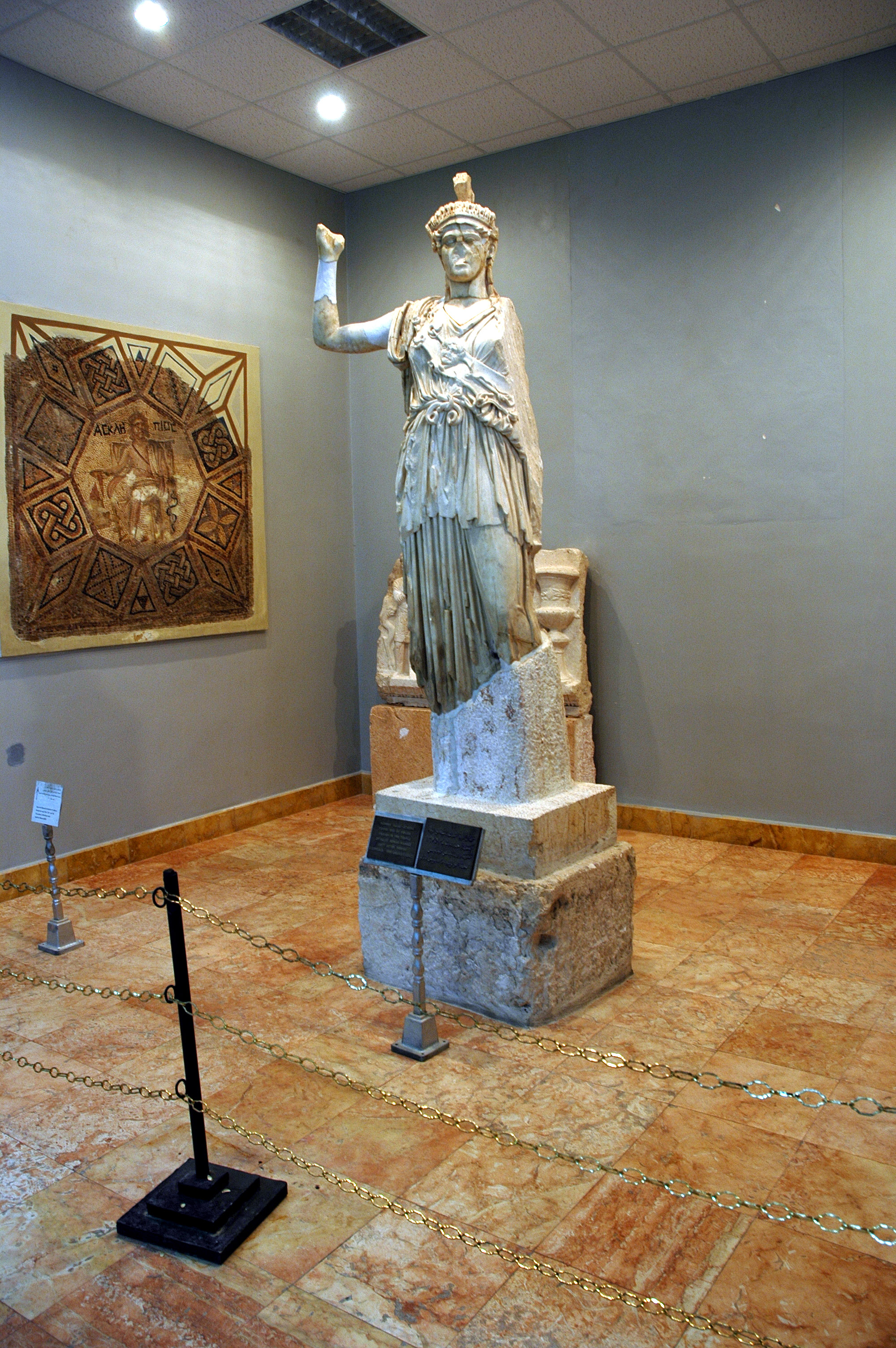
Estàtua d'Al-lāt (equivalent a Atenea) trobada en el seu temple (destruïda en 2015).

La religió a Palmira es refereix a la religió que es practicava en l'antiga ciutat caravanera i comercial de Palmira, també denominada Tadmor, situada en un oasi en la zona septentrional del desert sirià, avui en la moderna Síria.
Els seus habitants eren fonamentalment d'origen arameu i àrab. D'aquesta manera, els déus de Palmira formaven principalment part del panteó semític nord-occidental (cananea), amb l'addició de déus dels panteons mesopotàmic i àrab preislàmic. La principal deïtat prehel·lenística de la ciutat es deia Bol, una abreviatura de Baal (semític nord-occidental). El culte babilònic de Bel-Marduk va influir en la religió de Palmira i en el 217 aC, el nom de la deïtat principal es va canviar a Bel. Això no indicava la substitució del Bol semític nord-occidental per una deïtat mesopotàmica, sinó que va ser un mer canvi de nom.
En segon lloc en importància, després de la deïtat suprema, se situaven més de seixanta déus ancestrals dels clans de Palmira. Palmira tenia deïtats úniques, com el déu de la justícia i guardià d'Efqa, Yarhibol, el déu solar Malakbel i el déu lunar Aglibol. També s'adoraven deïtats regionals, inclosos els grans déus llevantins Astarté, Baal-hamon, Baalshamin i Atargatis; els déus babilònics Nabu i Nergal, i els àrabs Azizos, Arsu, Šams i Al-lāt.
Les deïtats adorades en el camp es representaven com a genets sobre camells o cavalls i portaven noms àrabs. La naturalesa d'aquestes deïtats és incerta ja que només es coneixen els seus noms, el més important, el déu Abgal. El panteó de Palmira incloïa els ginnaye (a alguns se'ls va donar la designació de 'Gad'), un grup de deïtats menors populars en el camp, que eren similars als jinn àrabs i al geni romà. Es creia que els ginnaye tenien l'aparença i el comportament dels humans, similar als genis àrabs (yinn). No obstant això, a diferència dels genis, els ginnaye no podien posseir ni danyar als humans. El seu paper era similar al del geni romà: deïtats tutelars que protegien les persones i a les seves caravanes, bestiar i llogarets.
Encara que els palmirans adoraven a les seves deïtats com a propis, alguns estaven associats amb altres déus. Bel tenia a Astarté-Belti com el seu consort i formava una tríada amb Aglibol i Yarhibol (que es va convertir en un déu solar en la seva associació amb Bel). Malakbel formava part de moltes associacions, aparellant-se amb Gad Taimi i Aglibol, i formava una tríada amb Baalshamin i Aglibol. Palmira va acollir un Akitu (festa de primavera) cada nissan. Cadascun dels quatre barris de la ciutat, en correspondència amb la seva divisió en quatre tribus, tenia un santuari que portava el nom de l'ancestre	de la tribu: Beni Mitha, Beni Majabol, Beni	Maazin	i Beni Komaré. El santuari de Malakbel i Aglibol estava en el barri de Komaré. El santuari de Baalshamin estava en el barri de Maazin, el santuari de Arsu en el barri de Majabol (o Mattabol), i el santuari d'Atargatis en el barri de la quarta tribu, Mitha.

## Sacerdoci
Els sacerdots de Palmira eren seleccionats entre les principals famílies de la ciutat, i se'ls reconeixen en els busts pels seus tocats que tenen forma de polos adornats amb corona de llorer o altres arbres fets en bronze, entre altres elements. El summe sacerdot del temple de Bel era la màxima autoritat religiosa i encapçalava el clergat de sacerdots que estaven organitzats en collegia, cadascun encapçalat per un alt sacerdot. El personal del santuari de la deu d'Efqa dedicat a Yarhibol pertanyia a una classe especial de sacerdots oraculars.
El temple de Bel (en àrab, معبد بل) va ser una antiga construcció de pedra en ruïnes situada a Palmira, Síria. El temple, consagrat al déu semita Bel (adorat a Palmira al costat del déu lunar Aglibol i al déu solar Yarhibol) conformava el centre de la vida religiosa a Palmira i va ser erigit l'any 32 dC. Aedeen Cremin considerava que aquestes ruïnes eren les que estaven més ben conservades de Palmira.

Les ruïnes del temple van ser destruïdes per l'Estat Islàmic a l'agost del 2015.

## Cristianisme
El paganisme de Palmira va ser reemplaçat pel cristianisme quan aquesta religió es va estendre per tot l'Imperi romà, i l'any 325 es relata que hi havia un bisbe a la ciutat. Encara que la majoria dels temples es van convertir en esglésies, el temple d'Al-lāt va ser destruït en 385 per ordre de Materno Cinegio (prefecte del pretori oriental). Després de la conquesta musulmana en 634, l'islam va reemplaçar gradualment al cristianisme, i l'últim bisbe conegut de Palmira va ser consagrat després de 818.

## Malakbel i el Sol Invictus romà

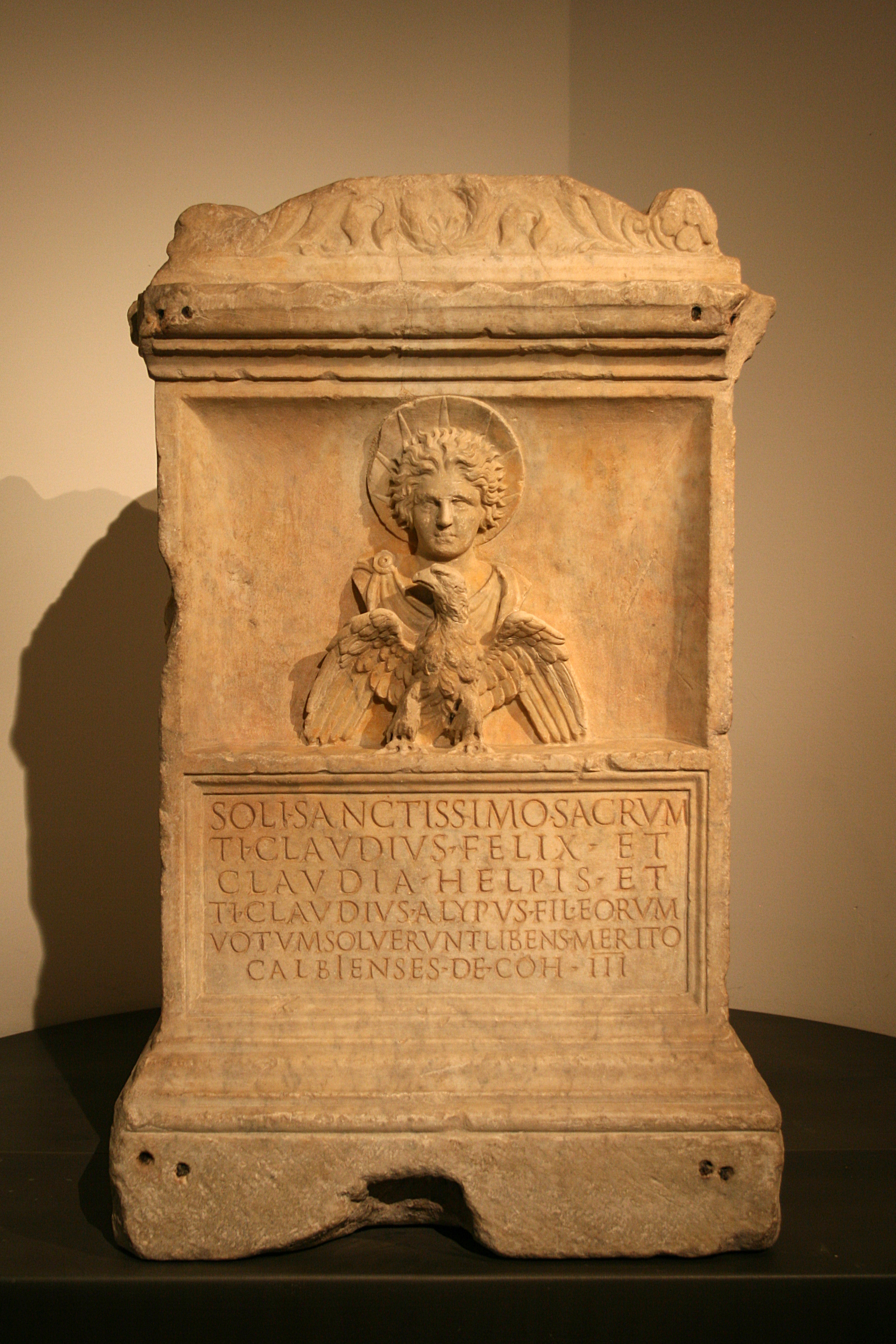
Altar trobat al Trastevere dedicat a Malakbel amb l'epítet Sol Sanctissimus.

El 274, després de la seva victòria sobre Palmira, Aurelià va dedicar un gran temple a Sol Invictus a Roma. La majoria dels acadèmics consideren que el Sol Invictus d'Aurelià és d'origen sirià, ja sigui una continuació del culte de l'emperador Heliogàbal al Sol Invictus Heliogàbal, o a Malakbel de Palmira. La deïtat de Palmira s'identificava comunament amb el déu romà Sol i tenia un temple dedicat a ell en el marge dret del Tíber des del segle ii També portava l'epítet Invictus i era conegut amb el nom de Sol 'Sanctissimus', aquest últim, un epítet que portava Aurelià en una inscripció de Capena.
La posició de la deïtat de Palmira com a Sol Invictus d'Aurelià s'infereix d'un passatge de l'historiador Zòsim que diu: 'i el magnífic temple del sol, ell (és a dir, Aurelià) va embellir amb regals votius de Palmira, erigint estàtues de Helios i de Bel'. Tres deïtats de Palmira exemplifiquen les característiques solars: Malakbel, Yarhibol i Šams, d'aquí la identificació del palmirano Helios que apareix en el treball de Zòsim amb Malakbel. Alguns estudiosos critiquen la noció d'identificació de Malakbel amb Sol Invictus; segons Gaston Halsberghe, el culte de Malakbel era massa local perquè es convertís en un déu imperial romà i la restauració del temple de Bel i els sacrificis dedicats a Malakbel per part d'Aurelià van ser un signe de la seva inclinació al déu sol en general i el seu respecte per les seves moltes formes en què s'adorava a la deïtat. Richard Stoneman va suggerir un altre enfocament en el qual Aurelià simplement va manllevar les imatges de Malakbel per a realçar la seva pròpia deïtat solar. No obstant això, la relació entre Malakbel i Sol Invictus no pot confirmar-se ara com ara, i probablement seguirà sense resoldre's.